# Namibia (bande dessinée)
Namibia est une série de bande dessinée d'aventure fantastique franco-belge, le second cycle de Kenya, dessinée par Bertrand Marchal et écrite par Leo et Rodolphe. Éditée et publiée par Dargaud, le premier album est sorti le 12 mars 2010.

## Description

### Synopsis
1948, Göring, Reichsmarschall de triste mémoire, aurait été aperçu en Namibie bien qu’il soit officiellement mort. À peine revenue de sa mission au Kenya, Cathy Austin est dès lors renvoyée en Afrique par le MI5 pour découvrir la vérité.

### Personnages
- Katherine Austin, dite Kathy, personnage principal de l'histoire, est une agent du Secret Intelligence Service en mission.

## Albums
- 1 Namibia, épisode 1, Dargaud, (ISBN 978-2-205-06085-0), mars 2010
Scénario : Leo et Rodolphe - Dessin : Bertrand Marchal - Couleurs : Sébastien Bouët
- 2 Namibia, épisode 2, Dargaud, (ISBN 978-2-205-06529-9), novembre 2010
Scénario : Leo et Rodolphe - Dessin : Bertrand Marchal - Couleurs : Sébastien Bouët
- 3 Namibia, épisode 3, Dargaud, (ISBN 978-2-205-06784-2), avril 2012
Scénario : Leo et Rodolphe - Dessin : Bertrand Marchal - Couleurs : Sébastien Bouët
- 4 Namibia, épisode 4, Dargaud, (ISBN 978-2-205-06863-4), septembre 2013
Scénario : Leo et Rodolphe - Dessin : Bertrand Marchal - Couleurs : Sébastien Bouët
- 5 Namibia, épisode 5, Dargaud, (ISBN 978-2-205-07284-6), février 2015
Scénario : Leo et Rodolphe - Dessin : Bertrand Marchal - Couleurs : Sébastien Bouët